# Trichosporodochium cerradensis
Trichosporodochium cerradensis är en svampart som beskrevs av Dorn.-Silva & Dianese 2004. Trichosporodochium cerradensis ingår i släktet Trichosporodochium, divisionen sporsäcksvampar och riket svampar.   Inga underarter finns listade i Catalogue of Life.